# أندريه باوس
أندريه باوس (بالهولندية: André Paus)‏ (9 أكتوبر 1965 في هولندا – )؛ هو لاعب كرة قدم سابق كان يلعب كمدافع.

## وصلات خارجية
- أندريه باوس على موقع رابطة كرة القدم اليابانية للمحترفين (اليابانية)
- أندريه باوس على موقع قاعدة بيانات كرة القدم.إي يو (الإنجليزية)
- أندريه باوس على موقع Soccerway.com (الإنجليزية)
- أندريه باوس على موقع عالم كرة القدم.نت (الإنجليزية)